# Аргуелло
Аргуелло, Арґуелло (італ. Arguello, п'єм. Arguèl) — муніципалітет в Італії, у регіоні П'ємонт,  провінція Кунео.
Аргуелло розташоване на відстані близько 470 км на північний захід від Рима, 65 км на південний схід від Турина, 55 км на північний схід від Кунео.
Населення — 200 осіб (2014).
Щорічний фестиваль відбувається 29 вересня. Покровитель — святий Архангел Михаїл.

## Демографія
Населення за роками:

Станом на 1 січня 2023 року в муніципалітеті офіційно проживало 15 іноземців з 8 країн, серед них 6 громадян країн Євросоюзу.

## Сусідні муніципалітети
- Альбаретто-делла-Торре
- Черретто-Ланге
- Краванцана
- Лекуїо-Беррія